# Gertrude von Petzold
Gertrude von Petzold (9. ledna 1876 Toruň – 14. března 1952 Bad Homburg vor der Höhe) byla německá unitářská teoložka, univerzitní učitelka a sufražetka.
Roku 1904 se stala první ženou, která byla v Anglii uvedena do úřadu duchovního. Později vyučovala angličtinu na Frankfurtské univerzitě.